# Franklin Storm
Franklin Storm es un personaje ficticio que aparece en los cómics estadounidenses publicados por Marvel Comics.
Franklin Storm fue interpretado por Reg E. Cathey en la película de 2015, 4 Fantásticos.

## Historial de publicaciones
Franklin Storm apareció por primera vez en Fantastic Four # 31 y fue creado por Stan Lee y Jack Kirby.

## Biografía del personaje ficticio
El Dr. Franklin Storm, padre de Susan y Johnny Storm, fue un cirujano consumado. Mientras conducía acompañado de su esposa Mary a una cena celebrada en su honor, uno de los neumáticos de su automóvil estalló, y el automóvil se salió de la carretera y se estrelló, hiriendo gravemente a Mary. El Dr. Storm operó sin éxito a Mary en un intento desesperado de salvarle la vida, pero las heridas resultaron fatales. Se culpó a sí mismo por su muerte. Dejando su carrera, recurrió a los juegos de azar, eventualmente pidiendo prestado dinero a un usurero.
Cuando el Dr. Storm no pudo pagar, uno de los hombres del prestamista amenazó a Storm y sus hijos. Storm forcejeó con el hombre, y durante la pelea, el hombre accidentalmente se disparó. Storm fue sentenciado a prisión durante 20 años por homicidio. A petición suya, Susan no lo visitó mientras estaba en la cárcel y le dijo a Johnny que estaba muerto.
Años más tarde, Susan y Johnny obtuvieron poderes sobrehumanos y se convirtieron en miembros de Los 4 Fantásticos. Franklin Storm escapó de prisión al principio de la carrera de los 4 Fantásticos. Cuando supo que Susan había resultado gravemente herida mientras escapaba de la guarida del Hombre Topo, salió de su escondite y la operó, salvándole la vida.
Después de la operación, el Dr. Storm fue devuelto a prisión. Poco después, el Super-Skrull visitó al Dr. Storm en su celda y usó sus poderes para cambiar de forma y tomó la apariencia de Storm. Franklin Storm fue teletransportado al planeta natal Skrull y mantenido en cautiverio. Disfrazado como el Dr. Storm y afirmando haber adquirido poderes sobrehumanos, el Super-Skrull usó el nombre de "El Hombre Invencible" y salió de prisión. Se enfrentó a los 4 Fantásticos, esperando desmoralizarlos engañándolos para que pensaran que el Dr. Storm los estaba atacando. Reed Richards pudo reconocer al impostor y obligó a los líderes de Skrull a intercambiar a su agente por el verdadero Dr. Franklin Storm.
Bajo el consejo del Señor de la Guerra Skrull Morrat, los Skrulls le colocaron un proyector de haz de energía de conmoción al pecho del Dr. Storm. El proyector se activó en el momento en que vio a los 4 Fantásticos. Cuando Storm apareció, les advirtió a los héroes que se mantuvieran alejados y rodaran por el piso, recibiendo toda la fuerza de la mortal ráfaga de conmoción.La muerte del Dr. Storm fue vengada cuando Morrat murió como resultado de la Mujer Invisible desviando los rayos láser disparados por los Skrulls que casi golpean a la hija del Emperador Dorekk VII Anelle. Cuando los 4 Fantásticos pidieron la vida del responsable de la muerte del Dr. Storm, el Emperador Dorekk VII les presentó el cuerpo de Morrat, saldando su deuda y descartando la devolución de los 4 Fantásticos a la seguridad de su planeta.

### Legado
Susan Storm nombró a su hijo, Franklin Richards como su padre en honor a su memoria.

## Otras versiones

### Guerras Secretas
En la historia de Battleworld durante el arco de Secret Wars 2015, la versión Battleworld de los 4 Fantásticos tuvo a Franklin Storm a la cabeza del equipo en lugar de Reed Richards. Ben Grimm, Susane y Johnny siguieron a Franklin en muchas aventuras científicas hasta que el Dios Emperador Doom llegó al poder y Franklin murió en la batalla.

### Ultimate Marvel
En el universo de Ultimate Marvel, Franklin Storm es un científico. Durante un tiempo, trabajó en el proyecto "Súper Soldado" junto a Hank Pym, Bruce Banner y Richard Parker. Él fue "cazado" para liderar el proyecto del Edificio Baxter.
Un tiempo después, cuando sus hijos aun eran jóvenes, Franklin se divorció de su esposa cuando ella decidió dejar a su familia por una incursión científica para descubrir la Atlántida. Él mintió sobre este hecho a sus hijos, y les dijo que ella murió en un accidente.
Él elimina al Dr. Arthur Molhevic del proyecto por experimentar creando vida biológica. Después de la creación de los 4 Fantásticos y la reorganización de los fondos del Edificio Baxter para apoyarlos, asumió el papel de su mentor y supervisor. Su relación con sus hijos Susan y Johnny a veces es tensa debido a su instinto de protegerlos del peligro que entra en conflicto con las exploraciones científicas continuamente peligrosas de Reed y las aventuras de los superhéroes de los 4. Está orgulloso de los logros académicos y la brillantez de Sue, pero no apoya la holgura de Johnny. La revelación de que su madre no había muerto en un accidente automovilístico como él les había dicho, sino que había dejado a la familia por una incursión científica para descubrir la Atlántida, sin pensar en regresar, lo distanció brevemente de sus hijos aunque la familia se reconciliaría más tarde. Sigue desempeñando un papel en las operaciones cotidianas del Edificio Baxter y se convierte en una figura paterna para Reed Richards. 
Durante la historia de Ultimatum en Ultimate Fantastic Four # 58, Franklin Storm muere cuando una ola gigante atraviesa Manhattan y se estrella contra el edificio Baxter.

## En otros medios

### Televisión
Franklin Storm apareció en el episodio de los Cuatro Fantásticos de 1994 "Behold, A Distant Star" interpretado por Richard McGonagle.Al igual que los cómics, Franklin Storm perdió a su esposa en un accidente y un altercado con un prestamista llevó a un asesinato accidental. Cuando la Mujer Invisible tenía una metralla en la parte inferior del cerebro después de un reciente ataque de Skrull, tuvo que salir de su escondite para realizar la cirugía. Se entregó a los policías que llegaban cuanto terminó la cirugía. Después de ser liberado de su prisión volcánica, Súper-Skrull lo reemplazó en la prisión y se disfrazó del Hombre Invencible quien escapó de la prisión y se enfureció contra la ciudad, entrando en conflicto con los Cuatro Fantásticos. Pronto se dan cuenta de que Franklin Storm realmente es Super-Skrull disfrazado. Warlord Morrat tenía un proyector de haz de energía de conmoción conectado al pecho de Franklin Storm. El proyector estaba configurado para activarse en el momento en que vio a los Cuatro Fantásticos. Cuando Franklin Storm apareció, les advirtió a los Cuatro Fantásticos que se mantuvieran alejados y rodaran por el piso tomando toda la fuerza del estallido mortal de conmoción sobre sí mismo.

### Cine
- Se le menciona en Los 4 Fantásticos y Silver Surfer cuando Johnny le dice a Sue el día de su boda lo orgulloso que estaría de ella.
- Franklin hizo su debut en acción en vivo en 4 Fantásticos (2015), interpretado por Reg E. Cathey.[11]Esta versión es afroamericano y director de la  Fundación Baxter, siendo Johnny su hijo biológico mientras que Susan es adoptada. Después de la formación de los Cuatro Fantásticos, Franklin trabaja con el gobierno para ayudarlos a controlar y comprender sus poderes antes de ser asesinado por el Doctor Doom.